# 哥倫比亞號太空梭

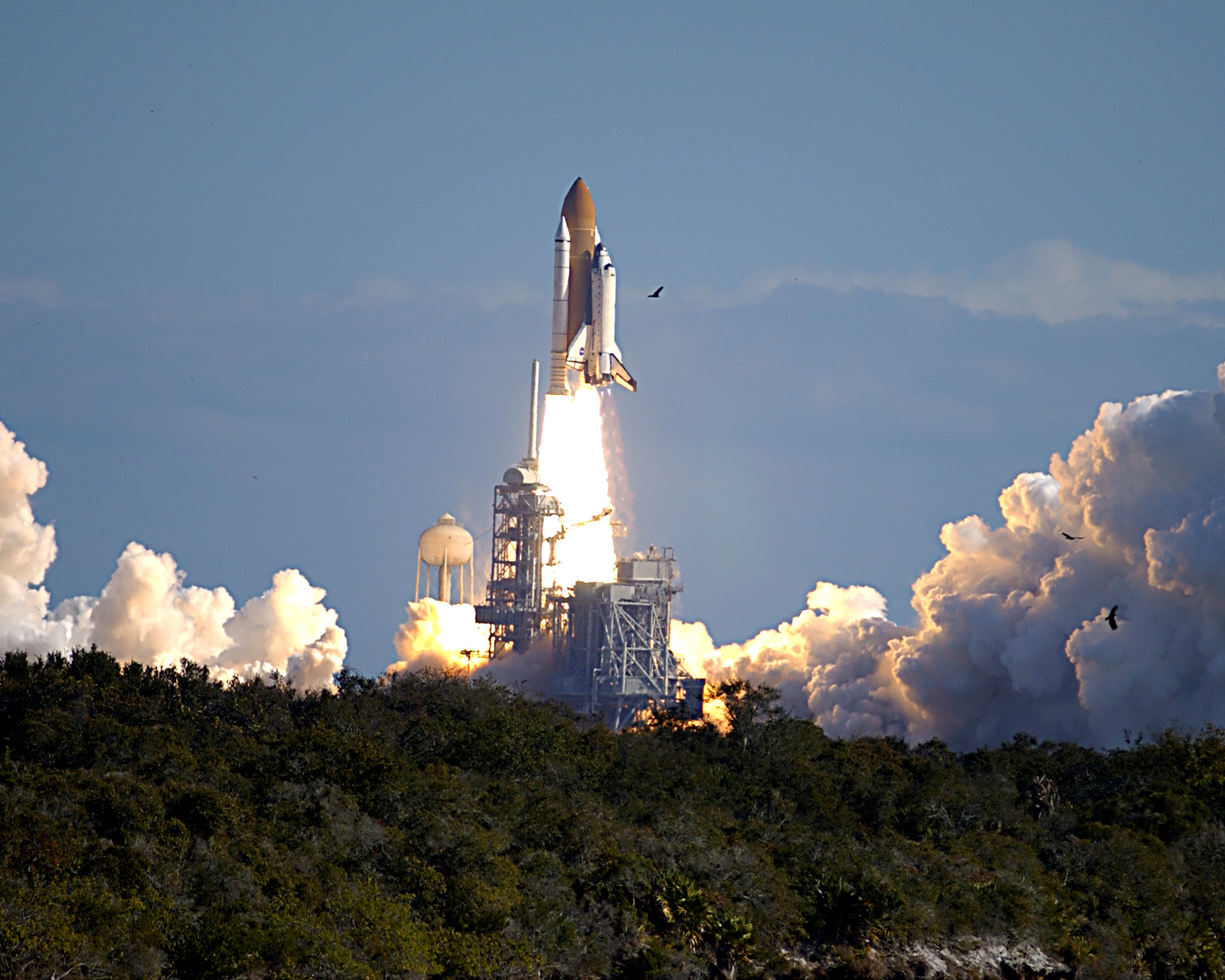
哥倫比亞號的最後一次發射升空

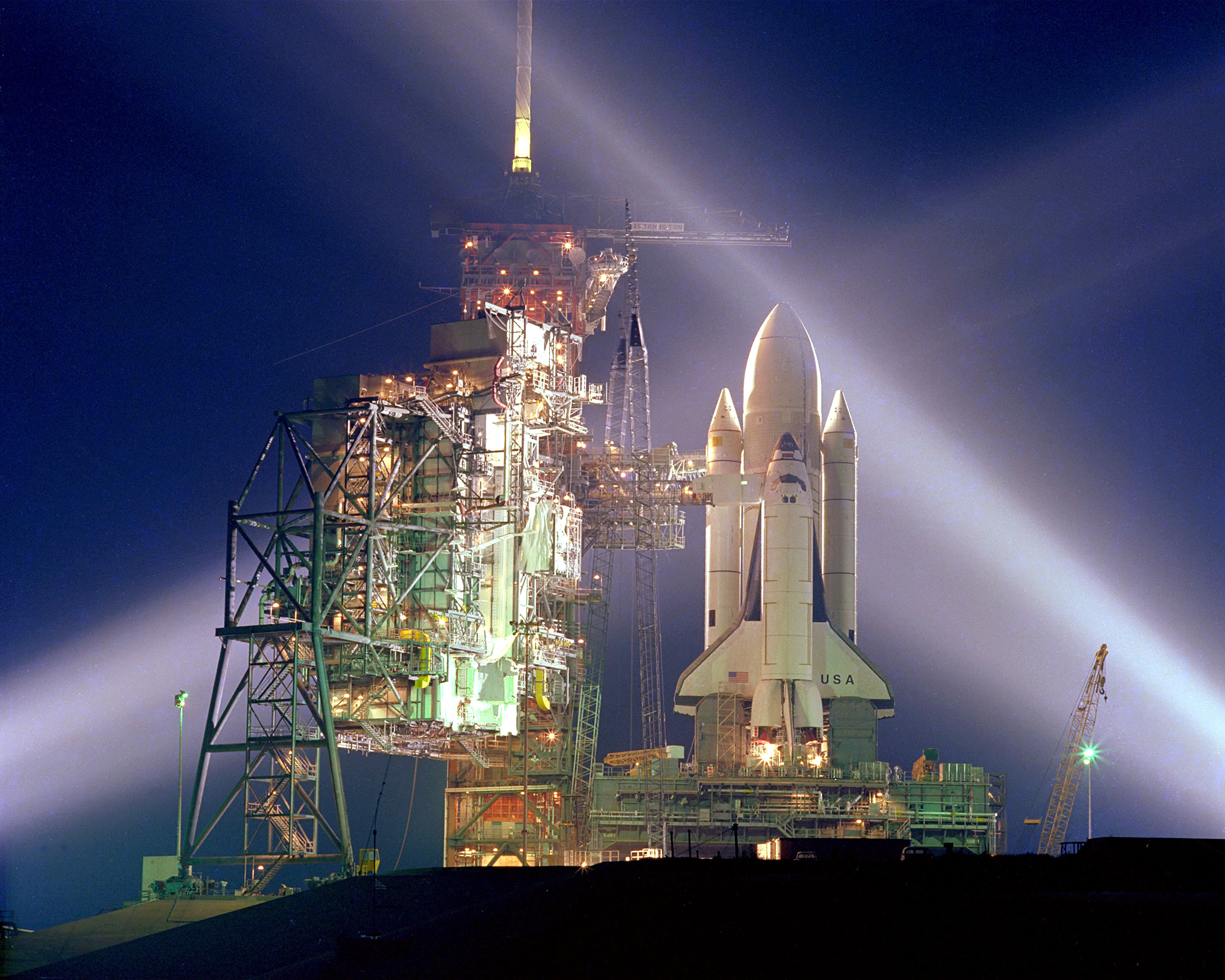
哥倫比亞號的第一次任務

哥倫比亞號太空梭（英語：STS Columbia OV-102）是美國國家航空暨太空總署（NASA）所屬的太空梭之一。哥倫比亞號是美國的太空梭機隊中第一架正式服役的，它在1981年4月12日首次執行代號STS-1的任務，正式開啟了NASA的太空梭計劃（Space Shuttle program）之序章。哥倫比亞號在2003年2月1日，在執行代號STS-107的第28次任務時，於重返大氣層的階段中與控制中心失去聯繫，隨即確認在德克薩斯州上空爆炸解體，機上7名太空人全數罹難，該事故是美國太空梭計劃中的兩次重大事故繼挑戰者號太空梭災難後的第二次。
哥倫比亞號的命名由來，是紀念第一艘環繞世界一週航行的美國籍船隻，也是哥倫比亞河命名由來的18世紀帆船哥倫比亞號。

## 歷次任務
哥倫比亞號總共有28次飛行紀錄，在太空度過300.74日，繞行地球4,808圈，總飛行距離達到125,204,911英里。
| 日期           | 任務代號 | 降落地點                                 |
| -------------- | -------- | ---------------------------------------- |
| 1981年4月12日  | STS-1    | 愛德華茲空軍基地                         |
| 1981年11月12日 | STS-2    | 愛德華茲空軍基地                         |
| 1982年3月22日  | STS-3    | 白沙太空港                               |
| 1982年6月27日  | STS-4    | 愛德華茲空軍基地                         |
| 1982年11月11日 | STS-5    | 愛德華茲空軍基地                         |
| 1983年11月28日 | STS-9    | 愛德華茲空軍基地                         |
| 1986年1月12日  | STS-61-C | 愛德華茲空軍基地                         |
| 1989年8月8日   | STS-28   | 愛德華茲空軍基地                         |
| 1990年1月9日   | STS-32   | 愛德華茲空軍基地                         |
| 1990年12月2日  | STS-35   | 愛德華茲空軍基地                         |
| 1991年6月5日   | STS-40   | 愛德華茲空軍基地                         |
| 1992年6月25日  | STS-50   | 甘迺迪太空中心                           |
| 1992年10月22日 | STS-52   | 甘迺迪太空中心                           |
| 1993年4月26日  | STS-55   | 愛德華茲空軍基地                         |
| 1993年10月18日 | STS-58   | 愛德華茲空軍基地                         |
| 1994年3月4日   | STS-62   | 甘迺迪太空中心                           |
| 1994年7月8日   | STS-65   | 甘迺迪太空中心                           |
| 1995年10月20日 | STS-73   | 甘迺迪太空中心                           |
| 1996年2月22日  | STS-75   | 甘迺迪太空中心                           |
| 1996年6月20日  | STS-78   | 甘迺迪太空中心                           |
| 1997年11月19日 | STS-80   | 甘迺迪太空中心                           |
| 1997年4月4日   | STS-83   | 甘迺迪太空中心                           |
| 1997年7月1日   | STS-94   | 甘迺迪太空中心                           |
| 1997年11月19日 | STS-87   | 甘迺迪太空中心                           |
| 1998年4月13日  | STS-90   | 甘迺迪太空中心                           |
| 1999年7月23日  | STS-93   | 甘迺迪太空中心                           |
| 2002年3月1日   | STS-109  | 甘迺迪太空中心                           |
| 2003年1月16日  | STS-107  | 無（失事解體，原定降落于甘迺迪太空中心） |